# 크리스 헨리 코피

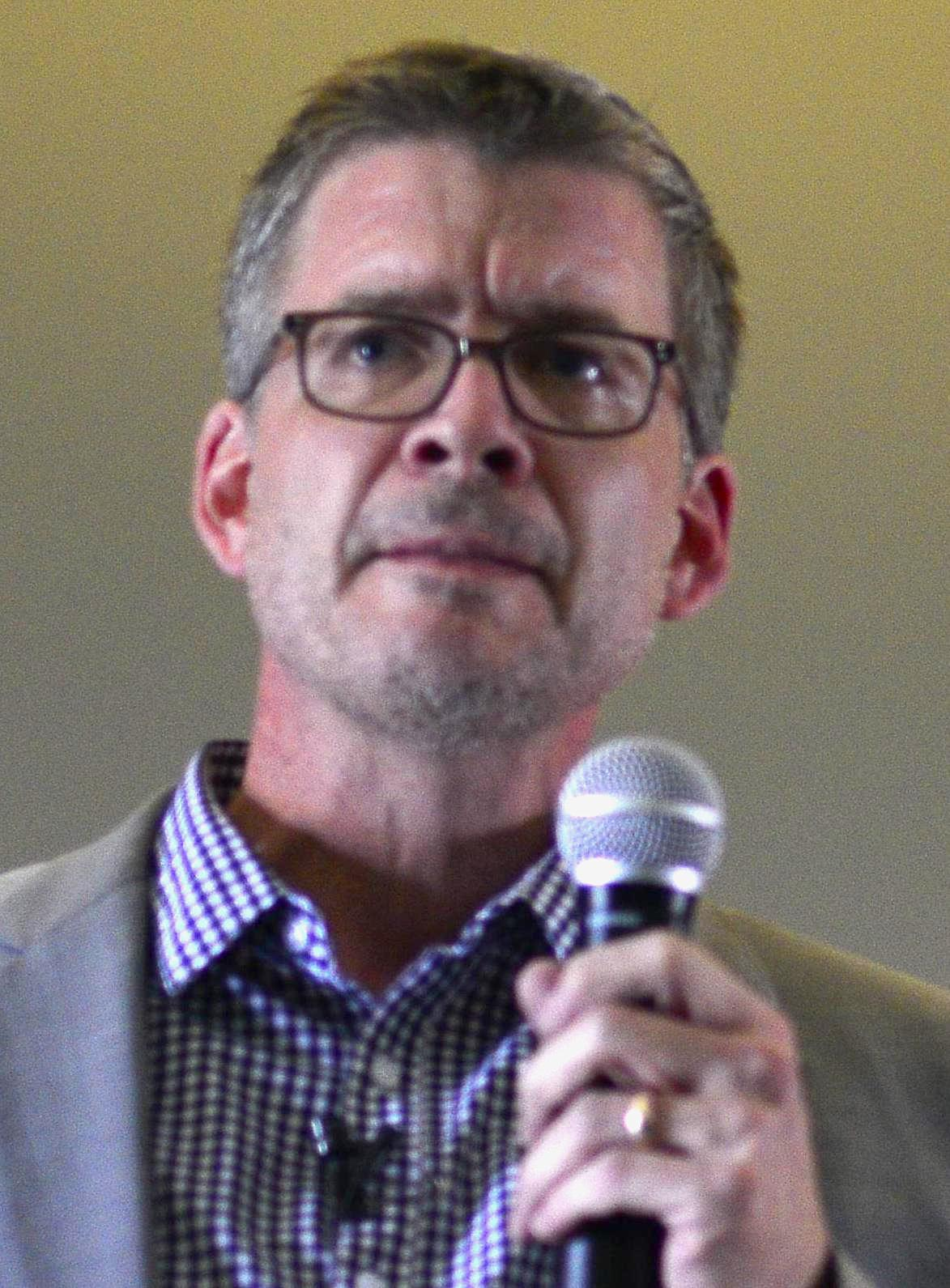

크리스 헨리 코피(Chris Henry Coffey, 1971년 5월 1일 ~ )는 미국의 배우, 연극 배우, 텔레비전 배우이다.
그린베이에서 태어났다.

## 영화
- 절친 (2012년) - 죠쉬 역
- 마들렌 자벨 (2011년)
- 트러스트 (2010년) - 찰리 / 그레이엄 웨스턴 역
- 시리얼 (2007년)
- 바람과 야망 (1992년)
- 달라스 (1978년)
- 원 라이프 투 리브 (1968년)
- 애즈 더 월드 턴즈 (1956년)
- 가딩 라이트 (1952년)